# Abyssus abyssum invocat (album)
Abyssus abyssum invocat è un album di raccolta del gruppo extreme metal polacco Behemoth, pubblicato nel 2011.
Il titolo è una famosa locuzione della Volgata (abyssus abyssum invocat, "l'abisso chiama un abisso").

## Traccia

### Disco 1:Conjuration
1. Conjuration of Sleep Daemons – 3:24
2. Wish (Nine Inch Nails cover) – 3:37
3. Welcome to Hell (Venom cover) – 3:15
4. Christians to the Lions (live) – 3:49
5. Decade of Therion (live) – 3:47
6. From the Pagan Vastlands (live) – 3:38
7. Antichristian Phenomenon (live) – 5:05
8. Lam (live) – 4:25
9. Satan's Sword (I Have Become) (live) – 4:03
10. Chant for Eskaton 2000 (live) – 6:50

### Disco 2:Slaves Shall Serve
1. Slaves Shall Serve – 3:04
2. Entering the Pylon ov Light – 3:42
3. Penetration (The Nefilim cover) – 3:10
4. Until You Call on the Dark (Danzig cover) – 4:25
5. Demigod (Live) – 3:20
6. Slaves Shall Serve (Live) – 3:26
7. Lam (Live) (bonus track) – 4:27
8. As Above So Below (Live) (bonus track) – 5:59